# Jesús Guzmán (acteur)
Pour les articles homonymes, voir Guzmán.
Jesús Guzmán Gareta (né le 15 juin 1926 à Madrid et mort le 16 octobre 2023 dans la même ville) est un expert en communication, écrivain, acteur et réalisateur espagnol d'émissions de télévision telles que El Informal Con Jesús Guzmán, El Pelón De Noche et Un Día En Peregrino. 
En tant que comédien de doublage, il est connu comme la voix officielle espagnole de El Chavo, également dans El Chavo série animée.

## Filmographie partielle
- 1962 : Atraco a las tres de José María Forqué
- 1962 : Une famille explosive de Fernando Palacios
- 1963 : Trois Cavaliers noirs (Tres hombres buenos) , de Joaquín Luis Romero Marchent
- 1963 : Como dos gotas de agua (es) de Luis César Amadori
- 1964 : La historia de Bienvenido (es) d'Augusto Fenollar
- 1965 : Et pour quelques dollars de plus de Sergio Leone
- 1965 : Dans les mains du pistolero de Rafael Romero Marchent : Juez
- 1966 : Le Bon, la Brute et le Truand de Sergio Leone : Pardue, le propriétaire de l'hôtel
- 1967 : Buenos días, condesita (es) de Luis César Amadori
- 1967 : ¿Qué hacemos con los hijos? de Pedro Lazaga
- 1967 : Sept Écossais explosent de Franco Giraldi
- 1967 : Un homme, un colt de Tulio Demicheli
- 1968 : Aujourd'hui ma peau, demain la tienne d’Enzo G. Castellari
- 1968 : La Malle de San Antonio d’Umberto Lenzi
- 1968 : Les Pistoleros du Nevada de Rafael Romero Marchent
- 1970 : El relicario (en) de Rafael Gil : Curro
- 1970 : Et Sabata les tua tous de Rafael Romero Marchent
- 1971 : Crónicas de un pueblo, série télévisée
- 1971 : Chaco de Gino Mangini
- 1972 : Nada menos que todo un hombre (es) de Rafael Gil
- 1972 : Méfie-toi Ben, Charlie veut ta peau de Michele Lupo
- 1972 : Voyages avec ma tante de George Cukor
- 1980 : ...Y al tercer año, resucitó (es) de Rafael Gil
- 2000 : Maestros (es) d'Óscar del Caz
- 2004 : Cachimba
- 2008 : 8 citas (es) de Peris Romano et Rodrigo Sorogoyen : grand-père
- 2010 : El gran Vázquez d'Óscar Aibar
- 2013 : Un dios prohibido de Pablo Moreno Hernández : Padre Muñoz, religieux clarétain âgé
- 2016 : Los del túnel (es) de Pepón Montero : Segundo
- 2020 : Amalia en el otoño